# Eduardo Pereira (futebolista uruguaio)
Eduardo Pereira Martínez (Montevidéu, 21 de março de 1958) é um ex-futebolista profissional uruguaio, que atuava como goleiro.

## Carreira
Eduardo Pereira fez parte do elenco da Seleção Uruguaia de Futebol da Copa do Mundo de 1990.
Foi capitão do Peñarol na conquista da Libertadores em 1987.

## Títulos
- Copa América: 1987
- Copa Libertadores da América: 1987
- Campeonato Uruguaio de Futebol: 1974, 1985, 1986
- Campeonato Argentino de Futebol: 1989